# ارزین (شهر)
ارزین (به ترکی استانبولی: Erzin) شهری است در کشور ترکیه که در استان ختای واقع شده‌است. جمعیت این شهر بر اساس سرشماری سال ۲۰۰۸ میلادی ۳۰٬۱۳۷ نفر و بر اساس برآوردهای سال ۲۰۰۹ میلادی ۳۰٬۲۳۹ نفر می‌باشد.